# Cheirogaleus major
Il chirogaleo bruno o chirogaleo maggiore (Cheirogaleus major É. Geoffroy, 1812) è un lemure della famiglia Cheirogaleidae, endemico del Madagascar.

## Descrizione
Misura circa 25 cm di lunghezza, più almeno altrettanti di coda (che di norma è più lunga del corpo di almeno 3 cm); il peso può raggiungere il mezzo kg nei periodi di abbondanza di cibo, quando cominciano a formarsi rudimentali depositi adiposi alla base della coda.
Il corpo è nerastro con sfumature arancio carico: il petto, la gola e pa parte inferiore del muso sono bianchi.
Possiede dei cerchi neri attorno agli occhi; nere sono anche le orecchie.

## Biologia
Predilige le zone forestali e boschive, ma lo si può incontrare anche in aree cespugliose secche.
Questi animali sono notturni e solitari: in particolare i maschi sono intolleranti gli uni con gli altri e questo fa pensare ad abitudini riproduttive monogame o con formazione di harem.
Di giorno i chirogalei bruni riposano in cavità arboree (a volte in compagnia di altre specie di lemuri, ma mai di conspecifici).
Vivendo in aree soggette a siccità, nei periodi particolarmente secchi questo animale va incontro ad estivazione: si rifugia in cunicoli fra le radici e qui vanno in uno stato di torpore che può durare fino a un mese e durante il quale l'animale consuma il grasso che accumula alla base della coda, potendo perdere fino a 100 g di peso.

### Riproduzione
Sulla riproduzione di questi animali in natura si sa davvero molto poco: un picco di nascite si misura nei mesi di ottobre e novembre, ma si possono trovare femmine con cuccioli durante tutto l'arco dell'anno.
La gestazione dura circa due mesi e mezzo, dopodiché la femmina costruisce un nido di foglie in una cavità di un tronco d'albero e qui partorisce i cuccioli, solitamente in numero di due o tre.
I cuccioli cominciano a seguire la madre nei suoi spostamenti attorno al mese di vita, a un mese e mezzo sono svezzati ed indipendenti. La maturità sessuale viene raggiunta attorno all'anno di vita.
La aspettativa di vita di questi animali è sconosciuta, ma si pensa che possano vivere fino a 18-20 anni.

## Distribuzione
È piuttosto comune nella zona costiera nord-orientale del Madagascar, mentre pare sia raro od assente da quella centro-occidentale.

## Conservazione
La IUCN considera questa specie a basso rischio di estinzione.
Parte del suo areale ricade all'interno delle aree protette del Parco nazionale di Ranomafana, del Parco nazionale di Andohahela, del Parco nazionale della Montagna d'Ambra e del Parco nazionale di Masoala.